# 史諾霍米須
史諾霍米須（英語：Snohomish），是美国华盛顿州斯诺霍米什县下属的一座城市。根据 2000年美国人口普查，该市有人口8,494人。根据2010年美国人口普查，该市有人口9,098人。而2011年估计该市有9,210人。